# Сельское поселение «Цаган-Олуйское»
Се́льское поселе́ние «Цаган-Олуйское» — муниципальное образование в Борзинском районе Забайкальского края Российской Федерации.
Административный центр — село Цаган-Олуй.

## История
Статус и границы сельского поселения установлены Законом Читинской области от 19 мая 2004 года «Об установлении границ, наименований вновь образованных муниципальных образований и наделении их статусом сельского, городского поселения в Читинской области».

## Население
| 2010 | 2011 | 2012 | 2013 | 2014 | 2015 | 2016 |
| ---- | ---- | ---- | ---- | ---- | ---- | ---- |
| 857  | ↘849 | ↘829 | ↘800 | ↘781 | ↘746 | ↘723 |
| 2017 | 2018 | 2019 | 2020 | 2021 |      |      |
| ↘707 | ↘702 | ↘674 | ↘650 | ↘486 |      |      |

## Состав сельского поселения
| № | Населённый пункт | Тип населённого пункта       | Население |
| - | ---------------- | ---------------------------- | --------- |
| 1 | Цаган-Олуй       | село, административный центр | ↘486      |